# 拉多雷
拉多雷（法語：La Dorée，法語發音：[la dɔʁe]）是法国马耶讷省的一个市镇，属于马耶讷区。

## 地理
拉多雷（48°26'55"N, 0°57'54"W）面积17.84 平方千米，位于法国卢瓦尔河地区大区马耶讷省，该省份为法国西北部内陆省份，北起芒什省和奧恩省，西接伊勒-维莱讷省，南至曼恩-卢瓦尔省，东临萨尔特省。
与拉多雷接壤的市镇（或旧市镇、城区）包括：代塞尔蒂讷、富日罗勒迪普莱西、朗迪维、勒瓦雷、圣贝特万-拉塔尼耶尔、菲泰河畔圣马尔。

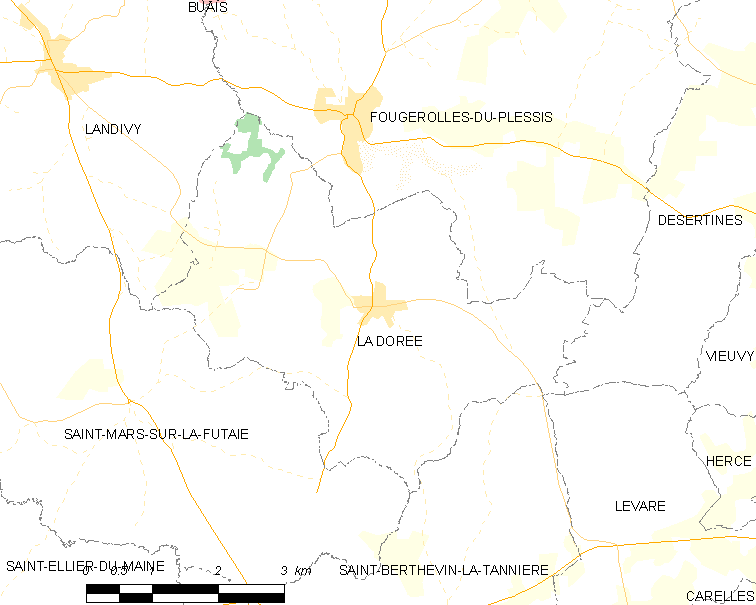
拉多雷的OSM定位图

拉多雷的时区为UTC+01:00、UTC+02:00（夏令时）。

## 行政
拉多雷的邮政编码为53190，INSEE市镇编码为53093。

## 政治
拉多雷所属的省级选区为戈龙县。

## 人口

1962-2008年间拉多雷人口变化图示

拉多雷于2022年1月1日时的人口数量为288人。